# Кириєвський Микита Семенович
Кириєвський Микита Семенович (14 вересня 1899, Гоголів — після 1941) — військовий і громадський діяч;, підхорунжий 1-ї сотні кінного полку Чорних запорожців; хорунжий Армії УНР.

## Біографія
Походив із козацького роду. Прийшов у світ у сім'ї Семена і Теклі Таранівни.
Грицько Деревянка у статті «Грицько Чупринка (з нагоди 3-ї річниці загибелі)» стверджував, що поет Грицько Чупринка, родом з містечка Оглава, тепер це село Гоголів Броварського району Київської області) разом з Кириєвським, Матюшенком, Швидаком та Сидоровим керував революційним рухом в Остерському повіті Чернігівської губернії. Очевидно, йдеться про родича Микити Кириєвського, можливо батька чи дядька.
Закінчивши Гоголівську вищепочаткову школу (1915), вступив до Уманської середньої сільськогосподарської школи. 1918 року закінчив три її класи.
У «Curriculum vitae» писав:
| “В 1919 році в січні місяці вступив добровільно на військову службу в Армію Української Народньої Республіки, в Кінний полк Чорних Запорожців, 7-ї Запорозької дивізії, І Запорозького корпусу. В 1919 році брав участь в усіх боях полку проти московського большевицького війська в час відступу Запорозького корпусу на Румунію. Був інтернований в Румунії. Після переїзду через Румунію брав участь в боях: в районі Кремінця Волинського, Старокостянтиніва, Миколаїва, Проскурова, в поході на Київ і бою в Київі з московськими добровольчеськими військами. Брав участь в усіх боях проти добровольців в час відступу від Київа, а також в час боїв полку по районі Тульчина, Вапнярки, Могилева Подільського, Проскурова, Старокостянтиніва. Брав участь в Зимовому поході з 6 грудня 1919 р. по 6 травня 1920 р. Після переходу з партизанщини брав участь в усіх боях в час відходу в Галичину, в час наступу із Галичини. В час відступу Армії У.Н.Р. був інтернований 21 листопада 1920 р. в Волочиську Поляками. В 1921 році в серпні місяці вступив до Спільної Юнацької Школи, яку й скінчив в 1923 році в серпні місяці. По скінченню Спільної Юнацької Школи був проізведений в першу старшинську рангу хорунжого. За час військової служби в Армії У.Н.Р. був тричі ранений. Прибув до Чехословаччини 9 січня 1924 року. Зараз перебуваю в м. Йозефові і студіюю на матуральних курсах. 18/УІІ 1924, м. Йозефів”. |
Одне з поранень (у руку) дістав 28 серпня 1920 року в бою під селом Більшевці.
Чорношличник Лавро Кемпе назвав його «соловейком полку з профілем Гоголя».
Пожертвував кошти на видання книжки Симона Наріжного «Українська еміграція» (Прага, 1942).